# Blok 22
Le Blok 22 (en serbe cyrillique : Блок 22) est un quartier de Belgrade, la capitale de la Serbie. Il est situé dans la municipalité de Novi Beograd.

## Localisation
Le Blok 22 est situé sur la rive gauche de la Save. Il est entouré par les Bloks 19, 20, 21, 23, 24, 25 et 26. De forme rectangulaire, il est bordé la rue Antifašističke borbe à l'ouest, le Bulevar Zorana Đinđića au nord, par la rue Milentija Popovića à l'est et par le Bulevar Arsenija Čarnojevića au sud.

## Caractéristiques
Le Bolk 22 est un quartier moderne, principalement résidentiel. On y trouve aussi le Centre de médecine de guerre de Novi Beograd (Vojno medicinski centar Novi Beograd), situé 48 Bulevar Arsenija Čarnojevića et, au n° 56 du même boulevard, le IN Hotel Beograd, qui a ouvert en 2006.

## Transports
Le Blok 22 est desservi par les lignes de bus 17 (Konjarnik – Zemun Gornji grad), 67 (Zeleni venac – Novi Beograd Blok 70a) et 68 (Zeleni venac – Novi Beograd Blok 70) de la société GSP Beograd.